# Carau Mate
Carau Mate (Karau Maten) ist eine Aldeia des Sucos Ailok (Verwaltungsamt Cristo Rei, Gemeinde Dili). 2015 lebten in Carau Mate 740 Einwohner. Der Name der Aldeia bedeutet in Tetum „Büffelkadaver“.

## Geographie
Carau Mate liegt im Südosten des Sucos Ailok. Westlich befindet sich die Aldeia Quituto. Im Norden befindet sich der Suco Camea und im Süden und Osten der Suco Becora. Der Benamauc, ein Quellfluss des Mota Claran, durchquert Carau Mate. Wasser führt er aber nur in der Regenzeit. Die Aldeia ist nur dünn besiedelt. Die Häuser bilden meist keine geschlossene Siedlungen. Zentrum ist der kleine Ort Carau Mate im Südwesten der Aldeia.

## Geschichte
Bei Ausbruch des Bürgerkriegs 1975 fand der damals 13-jährige Gregório Saldanha in Carau Mate mit seiner Familie Zuflucht vor den Kämpfen. Auch während der Unruhen in Osttimor 2006 kamen Flüchtlinge aus der Hauptstadt Dili hier unter.